# Veigaioidea
Veigaioidea é uma superfamília monotípica de ácaros da ordem Mesostigmata, que inclui apenas a família Veigaiidae (com 4 géneros, 59 espécies). Os membros desta família não são parasitas, sendo antes organismos de vida livre, predadores de outros ácaros e de insectos. O habitat mais comum é o solo e as acumulações de matéria orgânica em decomposição. Algumas espécies são especialistas das costas rochosas.

## Géneros
A superfamília Veigaioidea inclui apenas a família Veigaiidae, subdividida nos seguintes géneros:
- Cyrthydrolaelaps Berlese, 1904
- Gamasolaelaps Berlese, 1903
- Gorirossia Farrier, 1957
- Veigaia Oudemans, 1905